# Polygala sinisica
Polygala sinisica là một loài thực vật thuộc họ Polygalaceae. Đây là loài đặc hữu của Ý. Môi trường sống tự nhiên của chúng là thảm cây bụi kiểu Địa Trung Hải. Chúng hiện đang bị đe dọa vì mất môi trường sống.